# Осовик (Брянская область)
Осовик — село в Рогнединском районе Брянской области России. Входит в состав Фёдоровского сельского поселения. Старинное селение, обнаружено городище Осовик на берегу Десны к северу от села. 

## География
Село находится в северной части Брянской области, в зоне хвойно-широколиственных лесов, в пределах южной окраины Смоленской возвышенности, на правом берегу реки Гобейки, на расстоянии примерно 19 километров (по прямой) к северо-северо-западу от Рогнедина, административного центра района. Абсолютная высота — 199 метров над уровнем моря.
К селу примыкает деревня Лозицы.

### Климат
Климат характеризуется как умеренно континентальный. Средняя температура воздуха самого тёплого месяца (июля) — 18,3 °C; самого холодного (января) — −9 °C. Безморозный период длится в среднем 133 дня. Среднегодовое количество атмосферных осадков составляет около 600 мм, из которых большая часть выпадает в тёплый период.

### Часовой пояс
Село Осовик, как и вся Брянская область, находится в часовой зоне МСК (московское время). Смещение применяемого времени относительно UTC составляет +3:00.

## История
В начале 1167 года великий киевский князь Ростислав Мстиславич совершил поездку в Великий Новгород. На обратном пути он тяжело заболел и заехал к своему сыну Роману Ростиславичу в Смоленск. Тётка Романа, княгиня Рогнеда Мстиславна, убеждала великого князя остаться в Смоленске до выздоровления, но Ростислав Мстиславич приказал вести себя в Киев. В селе Зарубе (старое название пос. Осовик, Рогнединского р-на) принадлежащее на то время Рогнеде Мстиславне, он 14 марта умирает (по другой версии умер в Великих Луках).
Место являлось родовым владением князей Осовицких, потомков Михаила Романовича брянского.

## Население
| 2010 | 2013 |
| ---- | ---- |
| 197  | ↗199 |

### Национальный состав
Согласно результатам переписи 2002 года, в национальной структуре населения русские составляли 98 % из 210 чел.

## Инфраструктура
Личное подсобное хозяйство с зоной сельскохозяйственного использования, индивидуальная застройка усадебного типа.
Основа экономики — сельское хозяйство.
Школа, ФАП.

## Достопримечательности
На северной окраине деревнина правом берегу Десны находится средневековое славянское городище начала XII века — второй половины XIII века, состоящее из детинца и окольного города. По мнению П. А. Раппопорта, здесь находился город Заруб, центр одноимённой смоленской волости, упомянутой в грамоте Ростислава Мстиславича 1136 года и в летописи под 1168 годом, с чем не согласен Л. В. Алексеев.

## Транспорт
Остановка общественного транспорта «Осовик» в центре села. 